# Liste der Untersuchungsausschüsse des Landtags Nordrhein-Westfalen
Die Liste von Parlamentarischen Untersuchungsausschüssen des Landtags Nordrhein-Westfalen erfasst die Untersuchungsausschüsse, die der Landtag Nordrhein-Westfalen seit 1946 eingesetzt hat.

## 1. Wahlperiode (1947–1950)
1. Überprüfung eines schwebenden Strafverfahrens, Drucksache 1/107

## 2. Wahlperiode (1950–1954)
1. Überprüfung der Vorwürfe von Abgeordneten gegen Beamte der Landesregierung, Drucksache 2/54

## 4. Wahlperiode (1958–1962)
1. Untersuchung von Vorwürfen, Landgericht Bonn, Drucksache 4/531

## 6. Wahlperiode (1966–1970)
1. Strafgefängnis und Untersuchungshaftanstalt Köln, Drucksache 6/65
2. Wiedergutmachung, Drucksache 6/1226

## 7. Wahlperiode (1970–1975)
1. Missbrauch von Mandat oder Dienststellung, Drucksachen 7/1092 und 7/1148

## 8. Wahlperiode (1975–1980)
1. Hochschulbau- und Finanzierungsgesellschaft (HFG), Drucksache 8/1965
2. WestLB/Poullain, Drucksache 8/2992

## 9. Wahlperiode (1980–1985)
1. Parteispenden-Affäre, Drucksachen 9/2182 und 9/2183
2. Klinikum Aachen, Drucksachen 9/3409 und 9/3410 Neudruck

## 10. Wahlperiode (1985–1990)
1. Parteispenden, Drucksache 10/140 Neudruck[2]
2. Wohnungsbauförderungsanstalt, Drucksache 10/660 Neudruck[3]
3. Gladbecker Geiseldrama, Drucksache 10/3856 Neudruck[4]

## 11. Wahlperiode (1990–1995)
1. Entwicklungs- und Forschungszentrum für Mikrowellentherapie EFMT (Bochum); Neue Mitte Oberhausen; Werbeaktion des Ministers für Umwelt, Raumordnung und Landwirtschaft zur Abfallvermeidung, Drucksachen 11/3369 Neudruck und 11/3962[5][6][7][8]
2. Dioxin-Emission der Westfalenhütte, Drucksache 11/6272[9]
3. Balsam-Komplex, Drucksache 11/7916[10]

## 12. Wahlperiode (1995–2000)
1. Maßregelvollzug, Drucksache 12/3080[11]
2. Technologiezentrum Oberhausen HDO, Drucksachen 12/3350 und 12/3352[12]
3. Technologiezentrum Oberhausen HDO II, Drucksache 12/4049[13]
4. Benutzung von eigenen oder gecharterten Flugzeugen der WestLB, Drucksache 12/4560[14]

## 13. Wahlperiode (2000–2005)
1. Landesgesellschaften und Auftragsvergaben an die Agentur Noventa, Drucksache 13/4062 Neudruck[15][16]

## 14. Wahlperiode (2005–2010)
1. Missstände und Mängel in der JVA Siegburg u. a., Drucksache 14/4011[17]
2. Vorgänge im Umweltministerium MUNLV, Drucksache 14/9466 Neudruck[18]

## 15. Wahlperiode (2010–2012)
1. Bau- und Liegenschaftsbetrieb (BLB NRW), Drucksache 15/1964[19]
2. Verbleib von Brennelementkugeln, Drucksache 15/1914 Neudruck

## 16. Wahlperiode (2012–2017)
1. BLB NRW, Drucksache 16/1619 2. Neudruck[20]
2. WestLB, Drucksache 16/6853[21]
3. NSU, Drucksache 16/7148[22]
4. Sexuelle Übergriffe in der Silvesternacht 2015, Drucksache 16/10798[23]
5. Fall Anis Amri, Drucksache 16/14168[24][25]

## 17. Wahlperiode (2017–2022)
1. Fall Anis Amri, Drucksache 17/17
2. Hackerangriff / Stabsstelle, Drucksache 17/2753
3. Kleve, Drucksache 17/4293
4. Missbrauchsfall Lügde[26]
5. Hochwasserkatastrophe

## 18. Wahlperiode (seit 2022)
1. Kindesmissbrauch
2. Hochwasserkatastrophe
3. Brückendesaster und Infrastrukturstau
4. OVG-Besetzung
5. Terroranschlag vom 23. August 2024